# L'abitudine di tornare (singolo)
L'abitudine di tornare è un brano musicale della cantautrice italiana Carmen Consoli, pubblicato il 28 novembre 2014 come primo singolo estratto dal suo ottavo album omonimo.

## Descrizione
Il brano segna il ritorno dell'artista catanese dopo cinque anni di silenzio, durante i quali ha anche affrontato la sua prima maternità. 
Esso è il primo singolo estratto dall'album L'abitudine di tornare, pubblicato il 20 gennaio 2015.
La canzone racconta una storia aspra di un tradimento amoroso, ma a lieto fine, raccontata dalla sua protagonista, che è la donna amante, la quale non riesce più a sopportare una storia d'amore "a tre".
La copertina del singolo raffigura un disegno che rappresenta il fantastico mondo del Mago di Oz.

## Il video
Il video musicale della canzone è stato diretto da Fernando Luceri ed è ambientato in un contesto fiabesco, realizzato dallo scenografo Gianfranco Protopapa. La protagonista è Dorothy (Carmen Consoli), che incontra diverse persone lungo la sua strada, uomini e donne, un uomo di latta (che rappresenta il cuore), un leone (il coraggio) e uno spaventapasseri (la saggezza). Alla fine tutti i personaggi si ritroveranno in una grande festa.
La fotografia del video è di Federico Annicchiarico.
Il video è stato girato a Martano, in provincia di Lecce.

## Tracce
Download digitale
1. L'abitudine di tornare – 3:32